# Ugo Tosetto
Ugo Tosetto (Cittadella, 1º agosto 1953) è un ex calciatore italiano, di ruolo attaccante.

## Carriera
Ala e centravanti di statura minuta, viene portato a Ferrara da Paolo Mazza, nel solco della tradizione di piccoli attaccanti che aveva scoperto in passato (come Pandolfini, Novelli, Di Giacomo e Pezzato). Mazza lo fa esordire nel 1971 in Serie C con la sua SPAL e poi lo manda a farsi le ossa alla Solbiatese.

Tosetto al Monza nella stagione 1976-1977

Contrariamente alla sua fama, stavolta Mazza sottovaluta l'affare e Tosetto resta a Solbiate Arno ben tre stagioni, prima in prestito e poi in comproprietà. La Solbiatese vende la propria metà al Monza e in Brianza Tosetto, dopo un buon anno in Serie C, con 12 reti e un'agevole promozione fra i cadetti, accanto all'altro ex spallino Buriani, esplode nella stagione 1976-77 realizzando all'esordio 15 reti in Serie B e trascinando i lombardi ad un soffio dalla promozione in massima serie.
Con Buriani, Tosetto passa al Milan di Nils Liedholm, ma in 22 partite in Serie A incredibilmente non riesce ad andare in rete; l'unico goal riesce a realizzarlo solamente il 28 settembre 1977 in Coppa delle Coppe contro i sivigliani del Betis.
Stessa sorte l'anno dopo all'Avellino (20 presenze nella Serie A 1978-1979 senza andare a segno) e quindi Tosetto torna a Monza per tentare un rilancio che non arriva (1 sola rete) e, dopo un altro campionato di Serie B al L.R. Vicenza (anche in questo caso con un solo gol all'attivo), nel 1981 scende di nuovo in Serie C con il Modena, dove contribuisce alla vittoria di una Coppa Anglo-Italiana.
Passa poi al Benevento e quindi al Rimini dove chiude col calcio professionistico giocato nel 1984. Gioca poi in Interregionale per Borgo Ticino e Oleggio, in Prima Categoria per il Sumirago e poi negli Amatori. In carriera ha totalizzato complessivamente 42 presenze in Serie A e 74 presenze e 17 reti in Serie B.
È soprannominato "Il Keegan della Brianza".

## Palmarès

### Club

#### Competizioni nazionali
- Campionato italiano Serie C: 1

Monza: 1975-1976 (girone A)

#### Competizioni internazionali
- Coppa Anglo-Italiana: 2

Monza: 1976
Modena: 1982